# Kosatec
Kosatec (Iris) je rod jednoděložných rostlin z čeledi kosatcovité (Iridaceae). Latinský název rodu pochází od řecké bohyně duhy pro svou pestrobarevnost květů.

## Popis

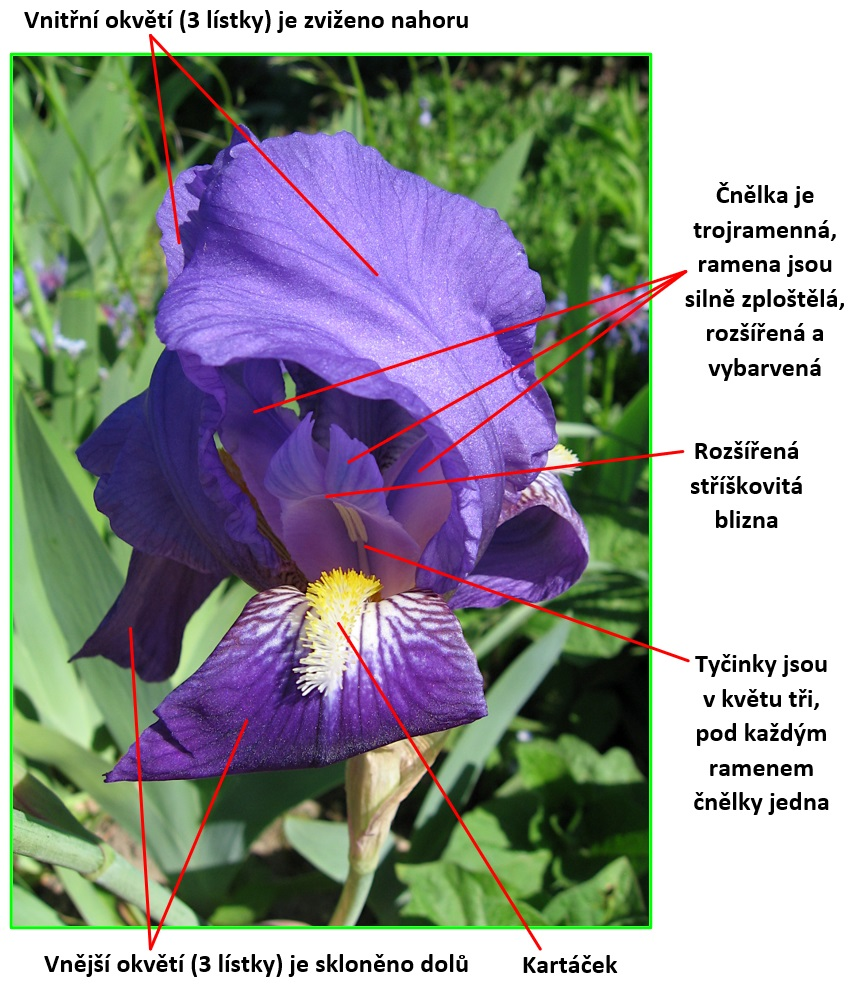
Stavba květu pěstovaného kosatce (Iris)

Jedná se o vytrvalé pozemní byliny, s oddenky, cibulemi nebo hlízami. Jsou to rostliny jednodomé s oboupohlavnými květy. Stonky jsou vzpřímené, na průřezu oblé nebo trochu zploštělé. Listy jsou střídavé, přisedlé, s listovými pochvami, jsou jezdivé, tedy postavené k lodyze hranou. Čepele listů jsou celokrajné, kopinaté až široce kopinaté, mečovité, monofaciální, tedy rub a líc vypadají skoro stejně, žilnatina je souběžná. Květy jsou oboupohlavné, poměrně velké a nápadné, často vonné, různých barev, jsou jednotlivé nebo v květenstvích, zpravidla v vějířcích. Květy jsou podepřeny 2, vzácněji 3, listeny, které jsou zelené nebo hnědé a blanité. Okvětí se skládá z 6 okvětních lístků ve 2 přeslenech (3+3), vnitřní a vnější jsou nápadně odlišné. Vnější 3 okvětní lístky jsou dolů skloněné, svrchu často vousaté (kartáček). Vnitřní 3 okvětní lístky jsou vzpřímené, celé okvětí je dole srostlé v trubku. Tyčinky jsou 3, nitky jsou zploštělé, prašníky jsou ukryté pod rameny čnělky. Gyneceum je složeno ze 3 plodolistů, je synkarpní, semeník je spodní. Čnělka je 1, ale dělí se do 3 nápadných laloků, které jsou obvykle petaloidní (napodobují okvětní lístek), laloky jsou na vrcholu dvoupyské. Plodem je trojpouzdrá tobolka.

## Rozšíření ve světě
Je známo asi 230–280 druhů, které jsou rozšířeny v Evropě, Asii a v Severní Americe.

## Rozšíření v Česku
V ČR roste přirozeně sedm druhů; jeden původně se vyskytující druh již vyhynul. Běžný mokřadní druh nižších poloh je kosatec žlutý (Iris pseudacorus). Mokřadním druhem je také kosatec sibiřský (Iris sibirica), který je silně ustupujícím druhem (snad kromě některých vojenských újezdů). Na vlhkých nivních loukách jižní Moravy kdysi rostl kosatec žlutofialový (Iris spuria), který dnes patří k vyhynulým prvkům flóry ČR (A1). Na sušších místech jižní Moravy roste kosatec trávolistý (Iris graminea), v Čechách je nepůvodní, pouze zplanělý z kultury. Podobné je to s kosatcem různobarvým (Iris variegata). Pak v ČR rostou další tři druhy v suchých místech nejteplejších oblastí. Je to kosatec nízký (Iris pumila), který roste v Čechách i na Moravě, pouze na Moravě roste kosatec písečný (Iris arenaria), zato kosatec bezlistý (Iris aphylla) roste zase jen v Čechách. Nejčastěji se v zahradách pěstuje hybridní kosatec bradatý (Iris barbata), který nahradil dříve pěstovaný kosatec německý (Iris germanica). Méně pěstovaný je kosatec bezový (Iris sambucina), pěstují se i další druhy. Kulturní kosatce na vhodných stanovištích příležitostně zplaňují.

## Škůdci
Květy větších druhů kosatců napadá květilka kosatcová.

## Rozdělení kosatců
Podle stavby okvětí a podzemních orgánů se rod dělí na:
- bradaté kosatce – podrod Iris
  - sekce Iris (Pogoniris)
  - sekce Psammiris
  - sekce Oncocyclus
  - sekce Regelia
  - sekce Hexapogon
  - sekce Pseudoregelia
- bezbradkové kosatce – podrod Limniris
  - sekce hřebínkatých kosatců Lophiris
  - sekce Limniris (kosatce skupiny I. spuria, sibiřské kosatce, vodní kosatce aj.)
- podrod Nepalensis
- podrod Pardanthopsis (nově se sem řadí Pardanthopsis dichotoma = Iris dichotoma, Belamcanda chinensis = Iris domestica)
- podrod Xiphium – cibulové kosatce, kosatčíky
- podrod Scorpiris – cibulové kosatce, junona
- podrod Hermodactyloides – cibulové kosatce, kosatečky

## Seznam druhů
Tento seznam není úplný, obsahuje asi polovinu ze všech známých druhů.
- Iris acutiloba – Kavkaz
- Iris aitchisonii – Afghánistán, Pákistán, Kašmír
- Iris albicans – starý zahradní hybrid ze skupiny I. germanica, pěstovaný ve Středomoří a Arábii
- Iris anguifuga – Čína
- Iris aphylla – Evropa
- Iris arenaria – Evropa
- Iris barbatula – Čína
- Iris bloudowii – východní Asie
- Iris boissieri – Španělsko, Portugalsko, endemit
- Iris bracteata – Severní Amerika
- Iris brevicaulis – Severní Amerika
- Iris bulleyana – Čína
- Iris bungei – Čína, Mongolsko
- Iris camillae – Kavkaz
- Iris cathayensis – Čína
- Iris clarkei – Čína, Himálaj
- Iris collettii – Čína, jihovýchodní Asie
- Iris confusa – Čína
- Iris cretensis – Kréta
- Iris cristata – Severní Amerika
- Iris crocea – Kašmír
- Iris cuniculiformis – Čína
- Iris curvifolia – Čína
- Iris decora – Čína
- Iris delavayi – Čína
- Iris dichotoma – východní Asie
- Iris dolichosiphon – Čína, Himálaj
- Iris douglasiana – Severní Amerika
- Iris ensata – východní Asie
- Iris ewbankiana – Turkmenistán, Írán
- Iris falcifolia – střední Asie
- Iris farreri – Čína
- Iris fernaldii – Severní Amerika
- Iris x florentina- starý zahradní hybrid ze skupiny I. germanica, pěstovaný a zplaňující ve (Středomoří)
- Iris filifolia – Španělsko
- Iris flavissima – Asie
- Iris foetidissima – jižní Evropa
- Iris formosana – Čína
- Iris forrestii – Čína
- Iris fulva – Severní Amerika
- Iris x germanica – starý zahradní hybrid pěstovaný a zplaňující v Evropě, adventivně Severní Amerika
- Iris giganticaerulea – Severní Amerika
- Iris goniocarpa – Čína, Himálaj
- Iris graminea – Evropa
- Iris grossheimii – Kavkaz
- Iris halophila – východní Evropa, Asie
- Iris hartwegii – Severní Amerika
- Iris helena – Kavkaz
- Iris henryi – Čína
- Iris hexagona – Severní Amerika
- Iris hookeri – Severní Amerika
- Iris hookeriana – Pákistán, Kašmír
- Iris arenaria – Evropa
- Iris chrysographes – Čína
- Iris chrysophylla – Severní Amerika
- Iris iberica – Kavkaz
- Iris illyrica – bývalá Jugoslávie
- Iris innominata – Severní Amerika
- Iris japonica – Čína, Japonsko
- Iris juncea – Španělsko, Sicílie
- Iris kashmiriana – Kašmír, endemit
- Iris kemaonensis – Čína, Himálaj
- Iris kemaonensis – Himálaj
- Iris kobayashii – Čína
- Iris lactea – Asie
- Iris lacustris – Severní Amerika
- Iris laevigata – východní Asie
- Iris latifolia – Francie, Španělsko
- Iris latistyla – Čína
- Iris leptophylla – východní Asie
- Iris loczyi – Asie
- Iris loczyi – Írán, Afghánistán, Pákistán
- Iris longipetala – Severní Amerika
- Iris lorea – Itálie
- Iris lusitanica – Portugalsko
- Iris lutescens – jihozápadní Evropa
- Iris lycotis – Kavkaz
- Iris maackii – východní Asie
- Iris macrosiphon – Severní Amerika
- Iris mandshurica – východní Asie
- Iris marsica – Itálie, endemit
- Iris milesii – Čína, SZ Indie
- Iris minutoaurea – východní Asie
- Iris missouriensis – Severní Amerika
- Iris munzii – Severní Amerika
- Iris narcissiflora – Čína
- Iris odaesanensis – východní Asie
- Iris orientalis – nejspíše starý zahradní hybrid pěstovaný a zplaňující v Řecku, Turecku, adventivně Severní Amerika
- Iris orjenii – bývalá Jugoslávie
- Iris pallida – Evropa, adventivně Severní Amerika
- Iris paradoxa -Kavkaz
- Iris planifolia – jižní Evropa
- Iris platyptera – Afghánistán, Pákistán
- Iris pontica – východní Evropa
- Iris potaninii – východní Asie
- Iris prismatica – Severní Amerika
- Iris proantha – Čína
- Iris psammocola – Čína
- Iris pseudacorus – Evropa, Asie, severní Afrika, adventivně Severní Amerika
- Iris pseudopumila – jižní Evropa
- Iris pumila – střední a jižní Evropa, adventivně Severní Amerika
- Iris purdyi – Severní Amerika
- Iris qinghainica – Čína
- Iris reginae – bývalá Jugoslávie
- Iris reichenbachii – JV Evropa
- Iris reticulata – jihozápadní Asie
- Iris rossii – východní Asie
- Iris ruthenica – východní Evropa, Asie
- Iris sanguinea – východní Asie
- Iris savannarum – Severní Amerika
- Iris scariosa – východní Asie
- Iris serotina – Španělsko
- Iris setosa – východní Asie, Severní Amerika
- Iris schelkownikowii – Kavkaz
- Iris sibirica – Evropa, Asie, adventivně Severní Amerika
- Iris sintenisii – jižní Evropa
- Iris songarica – Asie
- Iris speculatrix – Čína
- Iris spuria – jihozápadní Asie, Evropa
- Iris stocksii – Afghánistán, Pákistán
- Iris suaveolens – jihovýchodní Evropa
- Iris subdichotoma – Čína
- Iris tectorum – východní Asie
- Iris tenax – Severní Amerika
- Iris tenuifolia – Asie
- Iris tenuis – Severní Amerika
- Iris tenuissima – Severní Amerika
- Iris tigridia – východní Asie
- Iris tridentata – Severní Amerika
- Iris triflora – Itálie
- Iris typhifolia – Čína
- Iris unguicularis – Kréta, Řecko
- Iris uniflora – východní Asie
- Iris variegata – Evropa
- Iris ventricosa – východní Asie
- Iris verna – Severní Amerika
- Iris versicolor – Severní Amerika, adventivně Evropa
- Iris virginica – Severní Amerika
- Iris wattii – Čína, SV Indie
- Iris wilsonii – Čína

## Veřejnosti přístupné sbírky kosatců
Největší sbírky planých i kulturních kosatců je možné navštívit v Botanické zahradě hl. m. Prahy, v Průhonické botanické zahradě na Chotobuzi a v arboretu Mendelovy univerzity v Brně.